# Первенство России по хоккею с мячом среди КФК 2016
7-е Первенство России по хоккею с мячом среди коллективов физической культуры 2016 года — прошло с 16 января по 28 февраля 2016 года. Победителем стала команда «Энергия» (Шатура).

## Предварительный этап
Для участия в турнире подали заявки 14 команд.
На предварительном этапе 10 команд были разбиты на пары по географическому принципу и провели по два матча на поле каждого из соперников (16-17 января) и 30-31 января).
Три команды — СК «Обухово» (Обухово), «Северский трубник» (Полевской), «Севмаш» (Северодвинск), «Тольяттиазот» (Тольятти, Самарская область), были допущены для участия в финальном турнире без проведения отборочных игр.
Команда, набравшая наибольшее число очков во всех четырёх матчах, попадала в финальный турнир, при равенстве очков победитель определялся по разнице забитых и пропущенных мячей.
- «Энергия» (Шатура) — «Старт» (г. Нерехта) — 8:4, 6:1, 8:3, 3:4
- ХК «Сыктывкар» (г. Сыктывкар) — «Емва» (Княжпогостский район Республики Коми) — 6:1, 3:0, 5:2, -:+ (неявка)
- «Прометей» (Киров) — «Кама» (Пермь) — +:- (отказ)
- «Энжелс» (Рязань) — «Труд» (Курск) — 9:3, 5:3, +:- (отказ), +:- (отказ)
- «Салют» (Котлас) — «Вычегда» (Коряжма) — 7:2, 9:1, 6:6, 5:6

## Финальный турнир
Перед началом турнира по финансовым вопросам отказались от участия в турнире команды «Прометей» (Киров), «Салют» (Котлас), «Энжелс» (Рязань) и «Тольяттиазот» (Тольятти, Самарская область). Команда ХК «Сыктывкар» (Сыктывкар) была включена в календарь финального турнира условно, так как 31 января отказалась от проведения заключительного (четвертого) матча с командой «Емва» (Княжпогостский район Республики Коми), на финальный турнир команда ХК «Сыктывкар» (Сыктывкар) не прибыла.
Решением Федерации хоккея с мячом к участию в финальном турнире были допущены без проведения отборочных игры команды ХК «Боровичи» (Боровичи, Новгородская область) и «Хотвелл» (Москва), а также допущена команда «Старт» (Нерехта, Костромская область), не отобравшаяся через игры предварительного этапа.
Команды были разбиты на две группы (матчи прошли в пос. Обухово и г. Шатура), в которых сыграли в один круг, по итогам группового этапа были проведены стыковые матчи за 3—4 места и 1—2 места (матчи прошли в пос. Обухово). Все матчи турнира игрались по укороченному регламенту — в два тайма по 30 минут, кроме стыковых матчей, в которых были определены призёры турнира, игравшихся по полному регламенту.
Финальный турнир прошел с 26 по 28 февраля 2016 года в поселке Обухово и городе Шатура (Московская область).

### Групповой этап
Группа А (поселок Обухово)
| Команда                          | 1   | 2   | 3   | 4   | И | В | Н | П | М    | О |
| -------------------------------- | --- | --- | --- | --- | - | - | - | - | ---- | - |
| 1. Севмаш (Северодвинск)         |     | 0:1 | 7:2 | 6:2 | 3 | 2 | 0 | 1 | 13:5 | 6 |
| 2. СК Обухово (Обухово)          | 1:0 |     | 0:2 | 3:0 | 3 | 2 | 0 | 1 | 4:2  | 6 |
| 3. Северский трубник (Полевской) | 2:7 | 2:0 |     | 4:0 | 3 | 2 | 0 | 1 | 8:7  | 6 |
| 4. Хотвелл (Москва)              | 2:6 | 0:3 | 0:4 |     | 3 | 0 | 0 | 3 | 2:13 | 0 |

Группа Б (город Шатура)
| Команда                     | 1    | 2   | 3   | 4    | И | В | Н | П | М    | О |
| --------------------------- | ---- | --- | --- | ---- | - | - | - | - | ---- | - |
| 1. Энергия (Шатура)         |      | 8:3 | 3:1 | 12:3 | 3 | 3 | 0 | 0 | 23:7 | 9 |
| 2. ХК Сыктывкар (Сыктывкар) | 3:8  |     | 2:1 | 5:0  | 3 | 2 | 0 | 1 | 10:9 | 6 |
| 3. ХК Боровичи (Боровичи)   | 1:3  | 1:2 |     | 2:2  | 3 | 0 | 1 | 2 | 4:5  | 1 |
| 4. Старт (Нерехта)          | 3:12 | 0:5 | 2:2 |      | 3 | 0 | 1 | 2 | 5:19 | 1 |

### Плей-офф
Матч за 3-4 места
- СК «Обухово» (Обухово) — ХК «Сыктывкар» (Сыктывкар) — 6:3
- Матч за 1-2 места
- «Энергия» (Шатура) — «Севмаш» (Северодвинск) — 5:3